# Sören
Sören ou Søren (em inglês: Soren) e (em português:  Soren ) É um nome próprio masculino Dinamarquês,  A forma Sueco e Alemão do nome é Sören.  que às vezes é anglicizado como Soren .  O nome é derivado do santo cristão Severin de Colônia , do século IV , derivado em última análise do latim  ("severo, estrito, sério"). 

## Lista de pessoas com o nome próprio Sören
1. Sören Berg
2. Sören Wibe
3. Soren Thompson
4. Søren Rasted
5. Sören Absalon Larsen